# Iberis gibraltarica
Iberis gibraltarica — рослина з роду іберійка (Iberis) родини капустяні, символ Гібралтарського природного заповідника (англ. Gibraltar Nature Reserve) в Гібралтарі. 
I. gibraltarica родом з Північної Африки, а Гібралтар є єдиним місцем в Європі, де ця рослина росте в дикій природі. Зростає з тріщин у вапняку. Це низькоросла багаторічна рослина. Суцвіття від блідо-фіолетового до майже білого кольору до 8 см в діаметрі. Листки соковиті, зелені, яйцюваті або у формі ложки, покриті тонкою ворсою.

## Галерея

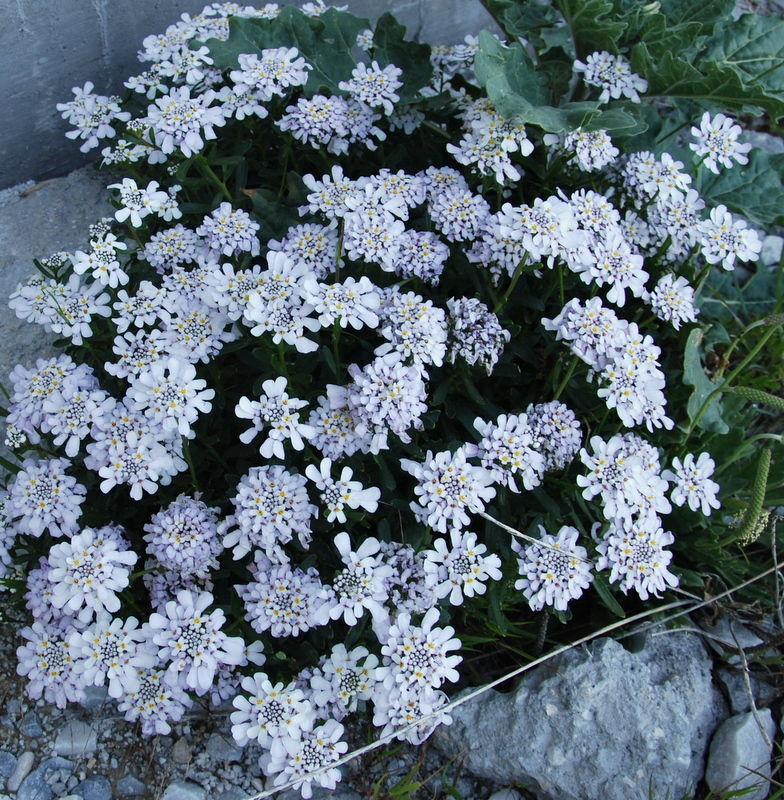
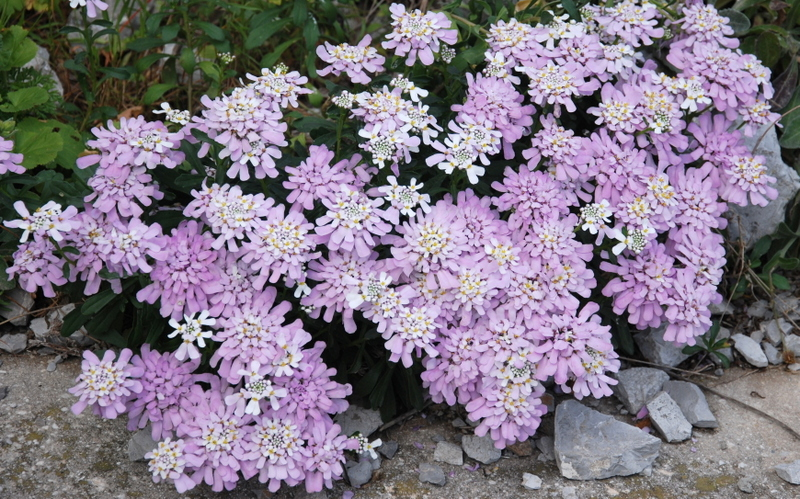